# Горан Обрадовић (фудбалер, 1976)
Горан Обрадовић (Аранђеловац, 1. март 1976) је бивши српски фудбалер.

## Трофеји

### Партизан
- Првенство СР Југославије (2): 1996/97, 1998/99.
- Куп СР Југославије (1): 1997/98.

### Сион
- Куп Швајцарске (3): 2005/06, 2008/09, 2010/11.